# 引人注意
引人注意是指有些人故意做出一些希望能引起他人注意的事情。  在某些情况下，做出引人關注的行為是可以接受的， 而且引人注意也是一種营销手段。

## 原因
做出引人注意行为的原因多种多样。諸如孤独、嫉妒、自卑、自恋和自怜都是造成某些人做出引人注意的原因。 
反复做出引人注意的行为也是自戀型人格疾患、戲劇化人格違常等多重人格障礙的症状之一。 